# هومر إي. أ. ديك
هومر إي. أ. ديك هو سياسي أمريكي، ولد في 22 مارس 1884، وتوفي في 22 يناير 1942 بسبب حادث مرور. نشط حزبياً في الحزب الجمهوري. وقد انتخب عضو مجلس ولاية نيويورك ‏.